# Tsuyoshi Furukawa
Tsuyoshi Furukawa (古川 毅 Furukawa Tsuyoshi?, nacido el 21 de septiembre de 1972 en Aomori) es un exfutbolista japonés. Jugaba de defensa y su último club fue el Montedio Yamagata de Japón.

## Trayectoria

### Clubes
| Club                  | País  | Año         |
| --------------------- | ----- | ----------- |
| Otsuka Pharmaceutical | Japón | 1995 - 1996 |
| Consadole Sapporo     | Japón | 1997 - 2002 |
| Montedio Yamagata     | Japón | 2003 - 2004 |

## Palmarés

### Títulos nacionales
| Título    | Club              | País  | Año  |
| --------- | ----------------- | ----- | ---- |
| J2 League | Consadole Sapporo | Japón | 2000 |